# 池田警察署 (北海道)
池田警察署（いけだけいさつしょ）は、北海道警察釧路方面本部が管轄する警察署の一つである。

## 管轄区域
- 十勝総合振興局
  - 中川郡池田町、豊頃町
  - 十勝郡浦幌町

## 所在地
- 北海道中川郡池田町西3条6丁目

## 沿革
- 1880年　浦河警察署大津分署として発足
- 1921年　池田警察署に昇格
- 1948年　警察法施行に伴い北海道庁警察部が廃止。自治体警察の池田警察署と国家地方警察池田地区警察署が発足。
- 1954年　警察法の改正により北海道警察が発足して、2警察署が統合。釧路方面池田警察署が発足。
- 2024年　北海道警察が「2026年度に小規模の警察署を統合する方針である」と発表。そのうち池田警察署は帯広警察署に統合される予定[1]。

## 組織
- 署長（警視）

- 副署長兼警務課長（警視）
  - 警務課（警務係、犯罪被害者係 、相談係、管理係）

- 会計係

- 刑事・生活安全課（生活安全係、刑事係）

- 地域・交通課（地域係、交通係）
- 警備係

## 駐在所

### 池田町
- 高島駐在所（中川郡池田町字高島4-9）
- 利別駐在所（中川郡池田町字利別本町16-27）

### 浦幌町
- 浦幌駐在所（十勝郡浦幌町字桜町16-8）
- 厚内駐在所（十勝郡浦幌町字厚内3条通2-2）
- 上浦幌駐在所（十勝郡浦幌町字宝生164-13）
- 吉野駐在所（十勝郡浦幌町字吉野116-3）

### 豊頃町
- 豊頃駐在所（中川郡豊頃町豊頃南101-1）
- 大津駐在所（中川郡豊頃町大津寿34）
- 茂岩駐在所（中川郡豊頃町茂岩新和12）

## 不祥事
- 2013年2月28日 同署の副署長兼警務課長（警部）が、女性職員にセクハラ発言をした上に来署した女性に興味を持ち運転免許証を照会し、同日付で釧路方面本部付に更迭して減給10% 6ヶ月の処分とした[2]。